# Яричевський Сильвестр Гнатович
Сильве́стр Гна́тович Яриче́вський  (16 січня 1871, Рогатин — 30 березня 1918, Серет) — український письменник, педагог і громадський діяч Буковини; учитель гімназій у Перемишлі, Коломиї, Кіцмані, Сереті.

## Життєпис
Народився 16 січня 1871 року у містечку Рогатині (нинішня Івано-Франківщина) в родині кравця.
Після закінчення початкової школи навчався в Бережанській гімназії, де разом із Богданом Лепким заснував літературно-мистецький гурток, девізом якого були слова Йогана Гете «Більше світла!». 1891 року він почав друкувати в газетах і журналах свої поезії, вступив на філософський факультет Львівського університету, познайомився з Іваном Франком і Михайлом Павликом і став членом очолюваної ними Радикальної партії.
Бажаючи опанувати слов'янські мови, поет переходить до Віденського університету, де слухає лекції видатного вченого-славіста Ватрослава Ягича. У Відні розгортає активну творчу роботу — пише багато поезій, нарисів, оповідань, а також статей про мистецьке життя столиці. Велике значення для нього має дружба з Марком Черемшиною, Мелетієм Кічурою, листування з Осипом Маковеєм. Під час навчання брав участь у виданні альманаху «Січ», друкував свої поезії в газеті «Буковина», в журналах «Дзвінок», «Зоря», «Комар», «Науково-літературний вісник» та ін.
Після закінчення Віденського університету отримує посаду викладача української мови і літератури в цісарсько-королівській Перемишльській гімназії, де пропрацював 10 місяців. З Перемишля С. Яричевський переїздить до Коломийської гімназії. Йому важко було там працювати, бо вчителі, на чолі з директором поширювали антиукраїнські настрої, а це викликало бурхливу реакцію поета. Директор звільнив з посади неспокійного викладача.
Невдовзі С. Яричевський перебирається до Чернівців, де працює якийсь час у газеті «Буковина», а восени 1904 року влаштовується викладачем у Кіцманській гімназії. У Кіцмані з притаманною йому енергією розгортає педагогічну, громадсько-культурну і творчу діяльність. Він керує хором товариства «Боян», організовує в селах Кіцманщини товариства «Січ», приятелює з письменницею Костянтиною Малицькою.
Сильвестр Яричевський працював у Кіцманській гімназії лише два роки. Бо її керівництво та цісарські функціонери дійшли висновку, що письменник негативно впливає на учнів, дає їм хибну політичну орієнтацію, і звільнили його з посади. Поет знову стає безробітним, але залишається у Кіцмані, де інтенсивно працює над своїми творами.
Аж 1909 року письменник з гіркою бідою отримує посаду викладача в гімназії південнобуковинського містечка Серет. Через кілька років мешканці містечка обирають його своїм бургомістром. Водночас він стає і директором гімназії.
Помер письменник 30 березня 1918 року в Сереті, де й похований.

## Творчість
Сильвестр Яричевський працював в українській літературі майже чверть століття і залишив після себе низку яскравих художніх творів та світле ім'я культурного діяча-патріота.
Ще під час навчання у Відні він зблизився зі словенською літературною молоддю, заприятелював з поетом Антоном Ашкерцом, глибоко вивчив творчість Франце Прешерна, переклав низку його поезій і написав літературно-критичний нарис про великого словенця. Вже пізніше, в період роботи в Перемишлі, С. Яричевський видав нарис «Франц Прешерн — найбільший словенський поет» і п'єсу-феєрію «Небесні співці», присвячену Тарасові Шевченку з нагоди 40-річчя від дня його смерті.
Коротке перебування письменника в Коломиї позитивно позначилося на його творчості. У 1903 році він видав там збірку поезій у прозі «Серце мовить».
Продуктивним у творчості письменника також був період після звільнення з роботи у Кіцманській гімназії. С. Яричевський видає збірку новел «Між терням і цвітом» (1905), поетичні книги «Пестрі звуки» (1904), «Ангел-убійник» (1908), драматичні твори «Горемир» (1906), «Січ іде» (1907).
Під час проживання в Сереті С.Яричевський пише і видає драматичні твори «Княгиня Любов» (1912), «Початок кінця» (1913), готує до видання нову збірку віршів. Крім того, видає німецькою мовою працю про роль і значення мистецтва та естетики у вихованні учнів середньої школи.
Протягом усього життя Яричевського приваблювала могутня постать Т. Шевченка, про якого він друкує в чернівецькій газеті «Народний голос» 1911 року статті «Поклін столиці Буковини безсмертному Кобзареві» і «1861 — 1911 на Україні», у яких веде мову про геніального поета як виразника прагнень нашого народу до визволення з чужоземної неволі. З нагоди сторіччя від дня народження Т. Шевченка виступає перед населенням з доповіддю, у якій висвітлює його життєво-творчий шлях. Того ж року видає доповідь німецькою мовою під заголовком «Поет любові і протесту». Ця праця була значним внеском у справу популяризації нашого генія серед інших народів.
Широка і вельми різноманітна перекладацька діяльність С. Яричевського. Він був добрим знавцем іноземних мов і прагнув збагатити українського читача творчими надбаннями письменників інших країн.
У поезіях, новелах, оповіданнях та нарисах С. Яричевський малює життя різних соціальних груп, простих людей різних національностей, збідніле селянство, доведене іноземними можновладцями до розпачу, міських робітників, які живуть у жахливих умовах і вмирають просто на вулиці.
В окремих творах С. Яричевський торкається трагічної долі українського письменника в суспільстві, яким управляють ненаситні загарбники українських земель.
У 1978 році в Бухаресті вийшов двотомник творів С. Яричевського (упорядкування, вступна стаття і примітки Магдалини Ласло-Куцюк). П'єса письменника «Лови на ловців» у 90-ті роки з успіхом ішла на сцені Чернівецького українського музично-драматичного театру ім. О.Кобилянської.

## Аудіокниги
- Сильвестр Яричевський. «Пелікани»: https://www.youtube.com/watch?v=iLd1HfIm6o4
- Сильвестр Яричевський. Дев'ята симфонія: https://www.youtube.com/watch?v=mtzcU19XEAk